# Proceso de Cox
En la Teoría de la probabilidad un Proceso de Cox, también conocido como proceso de Poisson mixto, es un Proceso estocástico, generalización de un proceso de Poisson donde la intensidad λ(t) es en sí misma un proceso estocástico.
Este proceso es llamado así por el estadístico David Cox el cual publicó este modelo en 1955.
David Cox (matemático especializado en estadística) fue presidente de la Sociedad Bernoulli, de la Real Sociedad de estadística y del Instituto Internacional de Estadística. Su trabajo destaca por la Regresión de Cox y el Proceso de Cox, aparte de sus numerosas publicaciones al campo de las Matemáticas discretas.
Los procesos de Cox son utilizados para generar simulaciones de los impulsos nerviosos de las neuronas. Además, son utilizados frecuentemente en la Matemática financiera, donde producen un útil cuadro para modelar precios de instrumentos financieros, en los cuales, el riesgo de crédito es un factor significativo.